# Androni Giocattoli/2010
Deze pagina geeft een overzicht van de wielerploeg Androni Giocattoli in 2010.

## Algemeen
- Sponsor: Serramenti PVC Diquigiovanni
- Algemeen manager: Gianni Savio
- Ploegleiders: Marco Bellini

## Renners
| Naam                 | Geboortedatum | Nationaliteit | Ploeg 2009                                      |
| -------------------- | ------------- | ------------- | ----------------------------------------------- |
| Leonardo Bertagnolli | 08-01-1978    | Italië        |                                                 |
| Rubens Bertogliati   | 09-05-1979    | Zwitserland   |                                                 |
| Alessandro Bertolini | 27-07-1971    | Italië        |                                                 |
| Thomas Bertolini     | 10-07-1988    | Italië        |                                                 |
| Francesco Ginanni    | 06-10-1985    | Italië        |                                                 |
| Massimo Giunti       | 29-07-1974    | Italië        | Miche-Silver Cross                              |
| Alberto Loddo        | 05-01-1979    | Italië        |                                                 |
| Damiano Margutti     | 07-03-1986    | Italië        | neo-prof                                        |
| Luis Ángel Maté      | 23-03-1984    | Spanje        |                                                 |
| Carlos José Ochoa    | 14-12-1980    | Venezuela     |                                                 |
| Fabrice Piemontesi   | 16-08-1983    | Italië        | Fuji-Servetto                                   |
| Jackson Rodríguez    | 25-02-1985    | Venezuela     |                                                 |
| Michele Scarponi     | 25-09-1979    | Italië        |                                                 |
| José Serpa           | 17-04-1979    | Colombia      |                                                 |
| Luca Solari          | 02-10-1979    | Italië        | Serramenti PVC Diquigiovanni-Androni Giocattoli |
| Fabio Taborre        | 05-01-1985    | Italië        |                                                 |
| Cameron Wurf         | 03-08-1983    | Australië     | Fuji-Servetto                                   |

## Belangrijke overwinningen
| Tour de San Luis 3e etappe: Alberto Loddo 5e etappe: Jackson Rodríguez 6e etappe: Luis Ángel Maté 7e etappe: Alberto Loddo Trofeo Laigueglia Winnaar: Francesco Ginanni Ronde van Sardinië 5e etappe: Alberto Loddo | Tirreno-Adriatico 4e etappe: Michele Scarponi Internationale Wielerweek 2e etappe José Serpa Wielerweek van Lombardije Proloog: Michele Scarponi 4e etappe: José Serpa Eindklassement: Michele Scarponi | Ronde van Italië 19e etappe : Michele Scarponi Ronde van Trentino 3e etappe: Alessandro Bertolini NK Zwitserland Wegtijdrit: Rubens Bertogliati Ronde van Oostenrijk 3e etappe: Leonardo Bertagnolli |

1996 · 1997 · 1998 · 1999 · 2000 · 2001 · 2002 · 2003 · 2004 · 2005 · 2006 · 2007 · 2008 · 2009 · 2010 · 2011 · 2012 · 2013 · 2014 · 2015 · 2016 · 2017 · 2018 · 2019 · 2020 · 2021 · 2022